# Hogere Technische School Venlo
De Hogere Technische School Venlo is een verdwenen onderwijsinstituut voor hoger technisch onderwijs in de Nederlandse plaats Venlo. De school was gevestigd aan de Laaghuissingel.
De school begon in 1950 als Middelbare Technische School (MTS) en lag in die tijd in de oude Mostartschool aan de Goltziusstraat. Aan de school konden leerlingen een HBO-studie werktuigbouwkunde (vanaf 1950) en electrotechniek (vanaf 1959) studeren. In 1957 werd de naam MTS veranderd in HTS, in navolging van de landelijke ontwikkelingen. De afgestudeerden mochten zich vanaf dat jaar ook ingenieur noemen. Het aantal leerlingen steeg in de eerste drie jaar van 58 naar 187.
Pas vanaf 1965 werd de HTS gehuisvest in het gebouw aan de Laaghuissingel. Middels de "HOT-nota", die de regering medio jaren 70 presenteerde, werd bepaald dat in de toekomst de HBO-scholen minimaal 1000 studenten en drie onderwijsrichtingen moesten hebben. De Venlose oplossing voor dit nieuwe beleid werd de Vervoersacademie, welke in 1980 begon. Deze Vervoersacademie kon in de beginjaren echter nog niet in het te kleine gebouw aan de Laaghuissingel terecht, en betrok aanvankelijk een verlaten basisschool aan de Zusterstraat.
Na de toevoeging van de Vervoersacademie werd de school Instituut voor Hoger Beroepsonderwijs (IHBO) genoemd. De Vervoersacademie was echter een HEAO-opleiding, wat het voor de school makkelijker maakte om ook HEAO-onderwijs aan te bieden. In 1987 fuseerde het IHBO met de PABO Wylderbeek en het Hoger Laboratoriumonderwijs tot de Hogeschool Venlo. Deze nieuwe fusieschool werd gehuisvest aan de Tegelseweg, in het deels oude complex van de PABO. Later werd deze Hogeschool Venlo een van de Fontys Hogescholen.
Tegenwoordig is in het pand aan de Laaghuissingel een van de Venlose vestigingen van Gilde Opleidingen gevestigd.